# نردن (کالیفرنیا)
نُردِن (به انگلیسی: Norden, California) یک منطقه ثبت‌نشده در شهرستان نوادا، ایالت کالیفرنیا است و در ارتفاع ۲۱۱۵ متری سطح دریا قرار دارد. این منطقه در ۱۴ کیلومتری غرب شهرستان تراکی قرار دارد.
در نزدیکی شهر نردن، پیست‌اسکی شوگربول و شهرستان پلاسر قرار دارد.
نام این مکان، برگرفته از نام دکتر چارلز ون نردن، یکی از مقامات شرکت آب یوبا جنوبی، بزرگترین شبکه نشت آب و خاکریزها در کالیفرنیا است.
این منطقه طبق سرشماری سال ۲۰۱۶ ایالت کالیفرنیا، تنها ۲۷ نفر جمعیت دارد.

## اقلیم
| داده‌های اقلیم نردن، کالیفرنیا | داده‌های اقلیم نردن، کالیفرنیا | داده‌های اقلیم نردن، کالیفرنیا | داده‌های اقلیم نردن، کالیفرنیا | داده‌های اقلیم نردن، کالیفرنیا | داده‌های اقلیم نردن، کالیفرنیا | داده‌های اقلیم نردن، کالیفرنیا | داده‌های اقلیم نردن، کالیفرنیا | داده‌های اقلیم نردن، کالیفرنیا | داده‌های اقلیم نردن، کالیفرنیا | داده‌های اقلیم نردن، کالیفرنیا | داده‌های اقلیم نردن، کالیفرنیا | داده‌های اقلیم نردن، کالیفرنیا | داده‌های اقلیم نردن، کالیفرنیا |
| ماه                           | ژانویه                        | فوریه                         | مارس                          | آوریل                         | مه                            | ژوئن                          | ژوئیه                         | اوت                           | سپتامبر                       | اکتبر                         | نوامبر                        | دسامبر                        | سال                           |
| ----------------------------- | ----------------------------- | ----------------------------- | ----------------------------- | ----------------------------- | ----------------------------- | ----------------------------- | ----------------------------- | ----------------------------- | ----------------------------- | ----------------------------- | ----------------------------- | ----------------------------- | ----------------------------- |
| میانگین بیش‌ترین °C (°F)       | ۳۶ (۲)                        | ۳۹ (۴)                        | ۴۱ (۵)                        | ۴۴ (۷)                        | ۵۵ (۱۳)                       | ۶۳ (۱۷)                       | ۷۴ (۲۳)                       | ۷۳ (۲۳)                       | ۶۷ (۱۹)                       | ۵۸ (۱۴)                       | ۴۳ (۶)                        | ۳۸ (۳)                        | ۵۳ (۱۲)                       |
| میانگین کم‌ترین °C (°F)        | ۱۸ (−۸)                       | ۱۸ (−۸)                       | ۱۹ (−۷)                       | ۲۳ (−۵)                       | ۳۱ (−۱)                       | ۳۷ (۳)                        | ۴۳ (۶)                        | ۴۳ (۶)                        | ۳۹ (۴)                        | ۳۳ (۱)                        | ۲۵ (−۴)                       | ۱۹ (−۷)                       | ۲۹ (−۲)                       |
| بارندگی میلی‌متر (اینچ)        | ۱۳٫۴۱ (۳۴۰)                   | ۷٫۸۱ (۲۰۰)                    | ۷٫۸۳ (۲۰۰)                    | ۶٫۰۷ (۱۵۰)                    | ۲٫۱۷ (۶۰)                     | ۱٫۲۷ (۳۰)                     | ۰٫۲۳ (۱۰)                     | ۱٫۲۱ (۳۰)                     | ۰٫۵۷ (۱۰)                     | ۴٫۴۳ (۱۱۰)                    | ۸٫۸۸ (۲۳۰)                    | ۸٫۰۹ (۲۱۰)                    | ۶۱٫۹۸ (۱٬۵۷۰)                 |
| منبع: Weatherbase             |                               |                               |                               |                               |                               |                               |                               |                               |                               |                               |                               |                               |                               |